# Amharisk (sprog)
Amharisk (አማርኛ) er amhara-folkets modersmål og nationalsproget i Etiopien. Det tilhører de semitiske sprog, og minder således om arabisk og hebræisk omtrent som dansk minder om engelsk. Det er nært beslægtet med andre sydsemitiske sprog talt i Etiopien og Eritrea, såsom tigrigna og guragegna, der ligesom amharisk stammer fra det oldetiopiske sprog ge'ez.
Amharisk opstod i middelalderen, da ge'ez udviklede sig i kontakt med kushitiske sprog, især Agaw. Omkring midten af 1800-tallet blev ge'ez afløst af amharisk som Etiopiens litterære og officielle sprog. Normale sætninger struktureres i rækkefølgen subjekt-objekt-verbum.
Der er mindst 35.000.000, der taler amharisk som førstesprog, og det bliver talt som andetsprog og som regel på samme niveau som en indfødt af alle uddannede etiopiere med andre modersmål.
Sproget skrives med et abugida, der også stammer fra ge'ez.
 Der er for få eller ingen kildehenvisninger i denne artikel, hvilket er et problem. Du kan hjælpe ved at angive troværdige kilder til de påstande, som fremføres i artiklen.